# Idea blanchardii
Idea blanchardii is een vlinder uit de onderfamilie Danainae van de familie Nymphalidae. De wetenschappelijke naam van de soort is voor het eerst geldig gepubliceerd in 1845 door Marchal.

## Verspreiding en leefgebied
Deze vlindersoort is endemisch op het Indonesische eiland Sulawesi.

## De rups en zijn waardplanten
De waardplanten behoren tot de geslachten Tylophora en Parsonis.

## Synoniemen
- Idea tondana Vollenhoven, 1860
- Hestia blanchardii silayara Martin, 1914

## Ondersoorten
- Idea blanchardii blanchardii
- Idea blanchardii djampeana (Fruhstorfer, 1899)
  - = Hestia idea djampeana Fruhstorfer, 1899
- Idea blanchardii garunda (Fruhstorfer, 1910)
  - = Hestia blanchardii garunda Fruhstorfer, 1910
- Idea blanchardii kuehni (Röber, 1887)
  - = Hestia kuehni Röber, 1887
- Idea blanchardii marosiana (Fruhstorfer, 1903)
  - = Nectaria idea marosiana Fruhstorfer, 1903
- Idea blanchardii munaensis (Fruhstorfer, 1899)
  - = Hestia idea munaensis Fruhstorfer, 1899
- Idea blanchardii paluana (Martin, 1914)
  - = Hestia blanchardii paluana Martin, 1914
- Idea blanchardii phlegeton (Fruhstorfer, 1904)
  - = Nectaria idea phlegeton Fruhstorfer, 1904
- Idea blanchardii togiana Müller, 2009[2] non Idea blanchardii togiana Gayman & Ouvaroff, 2010[3]
  - holotype: "male. 26.XII.2008"
  - instituut: Collectie van Andreas Müller, Oberndorf, Oostenrijk
  - typelocatie: "Indonesia, Sulawesi, Togian Archipel, Tomken Island, ca. 50 m"